# Liderança autocrática
A liderança autocrática é um tipo de liderança que se caracteriza pelo controle de um indivíduo, o líder, sobre todas as decisões e por poucas consultas às opiniões dos membros da equipe. Habitualmente, os líderes autocráticos fazem escolhas com base nas suas próprias ideias e julgamentos , e raramente aceitam conselhos dos seguidores. A liderança autocrática envolve controle absoluto e autoritarismo sobre um grupo.
Nessa liderança não há promoção da participação efetiva da equipe nos projetos, o líder toma sozinho todas as decisões necessárias e costuma oprimir seus  subordinados. Ele sempre conduz os processos com muita energia e vigor, mas, como não valoriza as  competências, os conhecimentos e os resultados dos subordinados, acaba criando um ambiente de trabalho no qual os profissionais são cobrados excessivamente. Isso causa certo desconforto e limita a performance do grupo.

## Características
Como nessa liderança o líder centraliza toda a autoridade e todas as decisões, o mesmo possui as seguintes características e atitudes:
- Dominador;
- Emite ordens e espera obediência plena e cega dos subordinados;
- Líder é temido pelo grupo, que só trabalha quando ele está presente.[3]

Em um estudo realizado por White e Lippit, onde pesquisou-se os impactos causados pelos três tipos de liderança, os grupos submetidos à liderança autocrática apresentaram o maior volume de trabalho produzido, porém com evidentes sinais de tensão, frustração e agressividade. 

## Vantagens e Desvantagens
A liderança autocrática traz algumas vantagens para a organização que a utiliza, como: maior velocidade na tomada de decisão, diminuição do estresse da equipe (porque o líder tem o controle total), os processos de trabalho tem tendência a ficarem mais simples e mais produtivos (quando o líder se encontra presente) e ainda os subordinados podem se tornar altamente qualificados a executar certas tarefas.
Porém, em vários outros casos, a liderança autocrática pode trazer diversos problemas e ser bastante desvantajosa. Como por exemplo: se houver abuso do poder por parte do líder, os subordinados passam a vê-lo como ditador, controlador e começam a ficar ressentidos; diminuição da motivação e moral dos trabalhadores, por não poderem contribuir com suas ideias; pode ocorrer falta de soluções criativas para os problemas que surgirem;  aumento do estresse para o líder (a longo prazo) pela concentração de tomada de decisões toda nele; se o líder se ausentar pode haver perda de produtividade pois os membros não tomam suas próprias decisões. 